# Leskovec nad Moravicí
Leskovec nad Moravicí (deutsch Spachendorf) ist eine Gemeinde im Okres Bruntál in Tschechien.

## Geographie
Leskovec liegt im Mährischen Gesenke am Stausee Slezská Harta.

## Geschichte
Der Ort wurde 1224 erstmals erwähnt. Die Kirche wurde im Jahr 1768 errichtet.
Bis 1918 gehörte Spachendorf zum Bezirk Benisch des österreichischen Herzogtums Schlesien.
Nach dem Münchner Abkommen wurde der Ort dem Deutschen Reich zugeschlagen und gehörte bis 1945 zum Landkreis Freudenthal.

## Ortsteile
- Leskovec nad Moravicí (Spachendorf, polnisch Szpachów)
- Slezská Harta (Schlesisch Hartau, polnisch Śląska Harta)

## Verkehr
Durch den Ort führt die Straße 432 (Bruntál-Bílčice) von welcher die 459 nach Krnov abzweigt.

## Söhne und Töchter der Stadt
- Rudolf Saliger (1873–1958), österreichischer Bauingenieur und Hochschullehrer